# Genosse Brüggemann
Genosse Brüggemann ist ein Fernsehfilm in Co-Produktion des ORF und des NDR aus dem Jahr 1992 nach dem Theaterstück von Gerald Szyszkowitz, das bereits als Hörspiel im WDR produziert wurde und am 24. Januar 1967 Erstsendung hatte. Der Film zeigt die Situation nach der Wende, wurde ab 1992 (NDR, MDR, WDR, BR, HR, DRS, SWF, ORF und später bei 3sat) gezeigt.

## Handlung
Die Handlung des Films spielt in der DDR, nach der Wende 1989. 
Der Film handelt von drei Verehrern der Studentin Helma. Die beiden Favoriten Helmas sind ihr Kommilitone Sascha und der Genosse Professor Brüggemann. Beide flohen 1961 wegen der Errichtung der Mauer nach Westdeutschland.  Der Bau der Mauer verhinderte seither jeden weiteren Kontakt. Helma heiratete den weitaus älteren Musikprofessor Mahnke. Erst nach der Wende kommt das Quartett wieder zusammen, aber das Wiedersehen bringt nicht viel Freude, die Diskussionen beginnen.